# Guillaume Coustou den yngre
Guillaume Coustou, född 19 mars 1716, död 13 juli 1777, var en fransk skulptör. Han var son till Nicolas Coustou och brorson till Guillaume Coustou den äldre.
Coustou verkade helt i rokokons anda.